# Městské opevnění (Litovel)

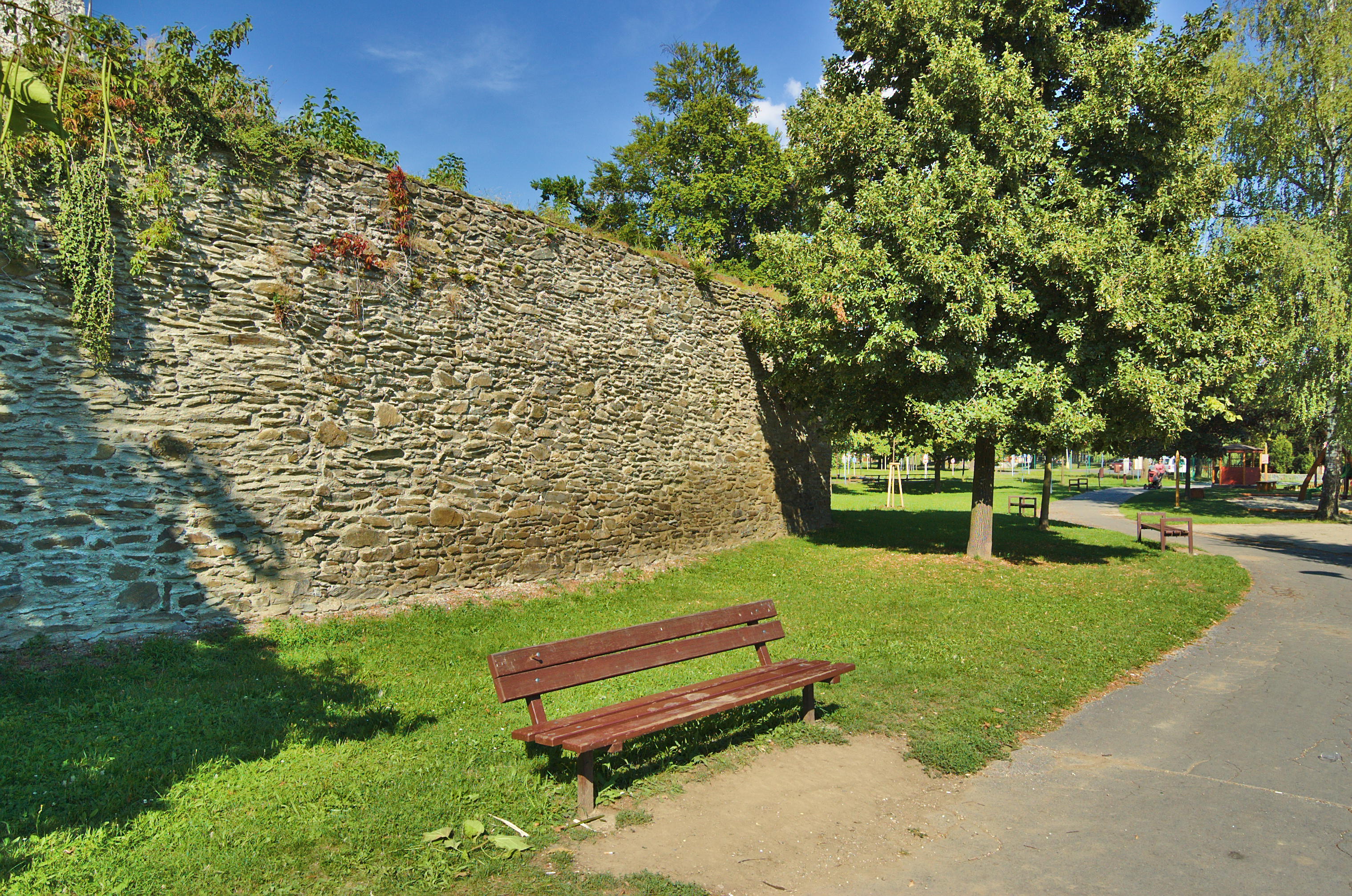
Městské hradby v Litovli (1346)

Městské opevnění v Litovli vzniklo se souhlasem krále Jana Lucemburského. A to listinou vydanou v Brně 3. února 1327. Město Litovel bylo touto listinou sproštěno po dobu 12 let všech platů. Výstavba opevnění byla velice nákladná a pracná. Hradby byly 1280 metrů dlouhé, 4,8 metrů vysoké a 2 metry široké. Výstavba byla rozvržena na 21 let. Lze tedy předpokládat že hradby stály již v roce 1346, kdy město Litovel uzavřelo obranný pakt s Olomoucí a Uničovem. Město mělo dvě hradební brány „horní Uničovskou“, „dolní Olomouckou“ a dvě věže „západní Mlýnskou“, „východní Jateční“ (později Prašnou). Hradby odolaly i husitským nájezdníkům. Zdolány byly až během třicetileté války. Z hradeb se do dnešních dní dochovaly jen zbytky a to souvislý pás podél Švédské uličky v jihovýchodní části města.

## Galerie

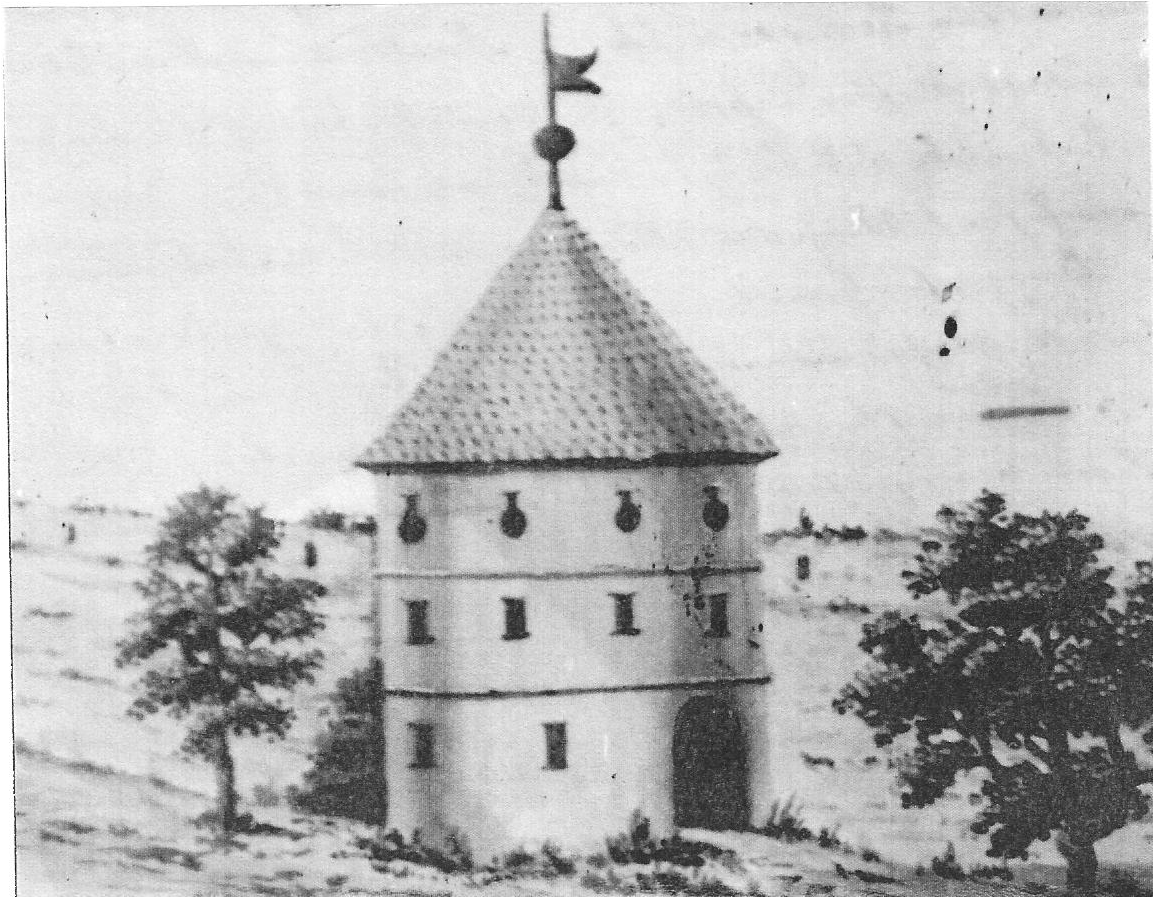
Jateční (později Prašná věž)
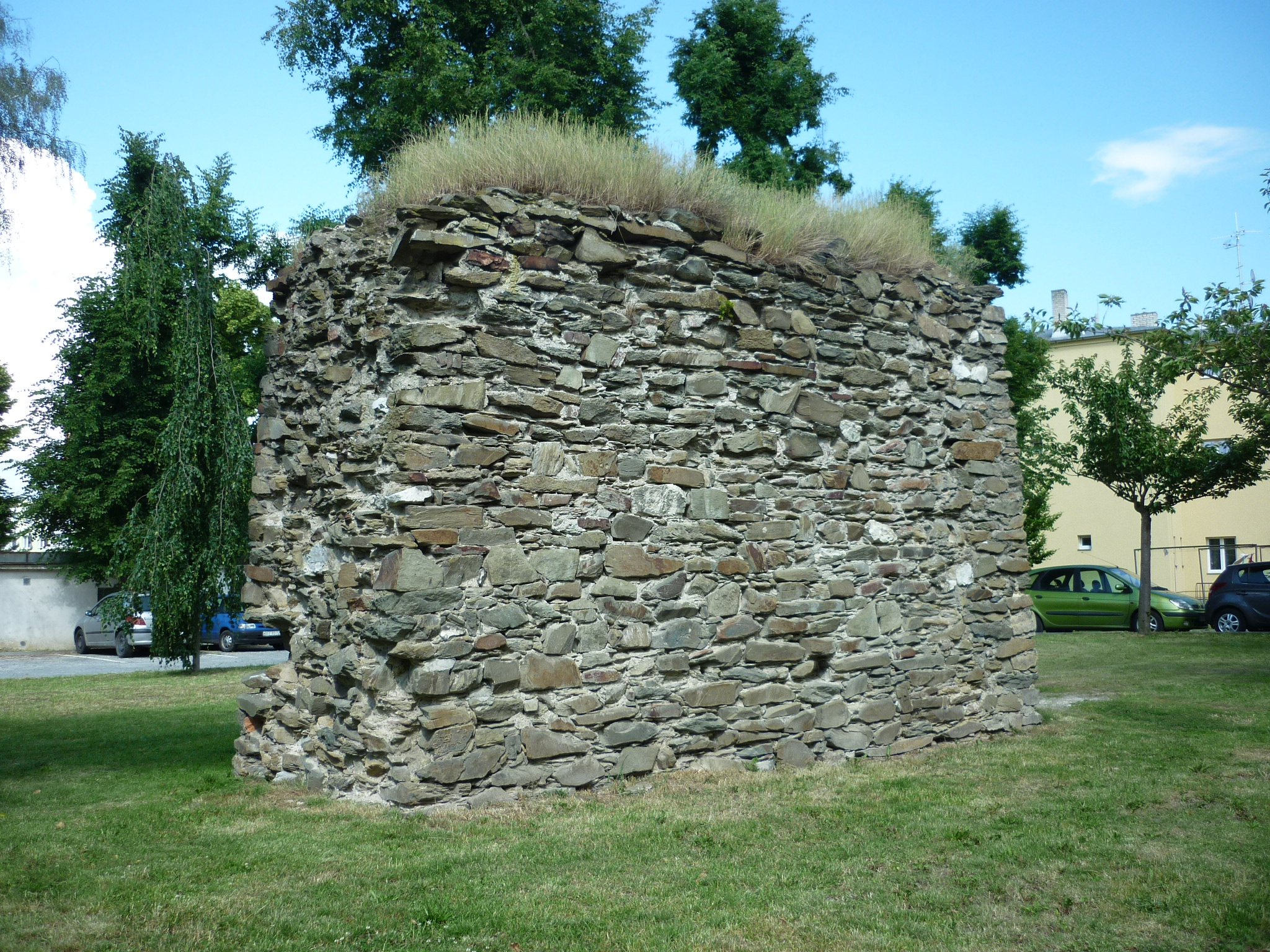
Zbytky hradeb
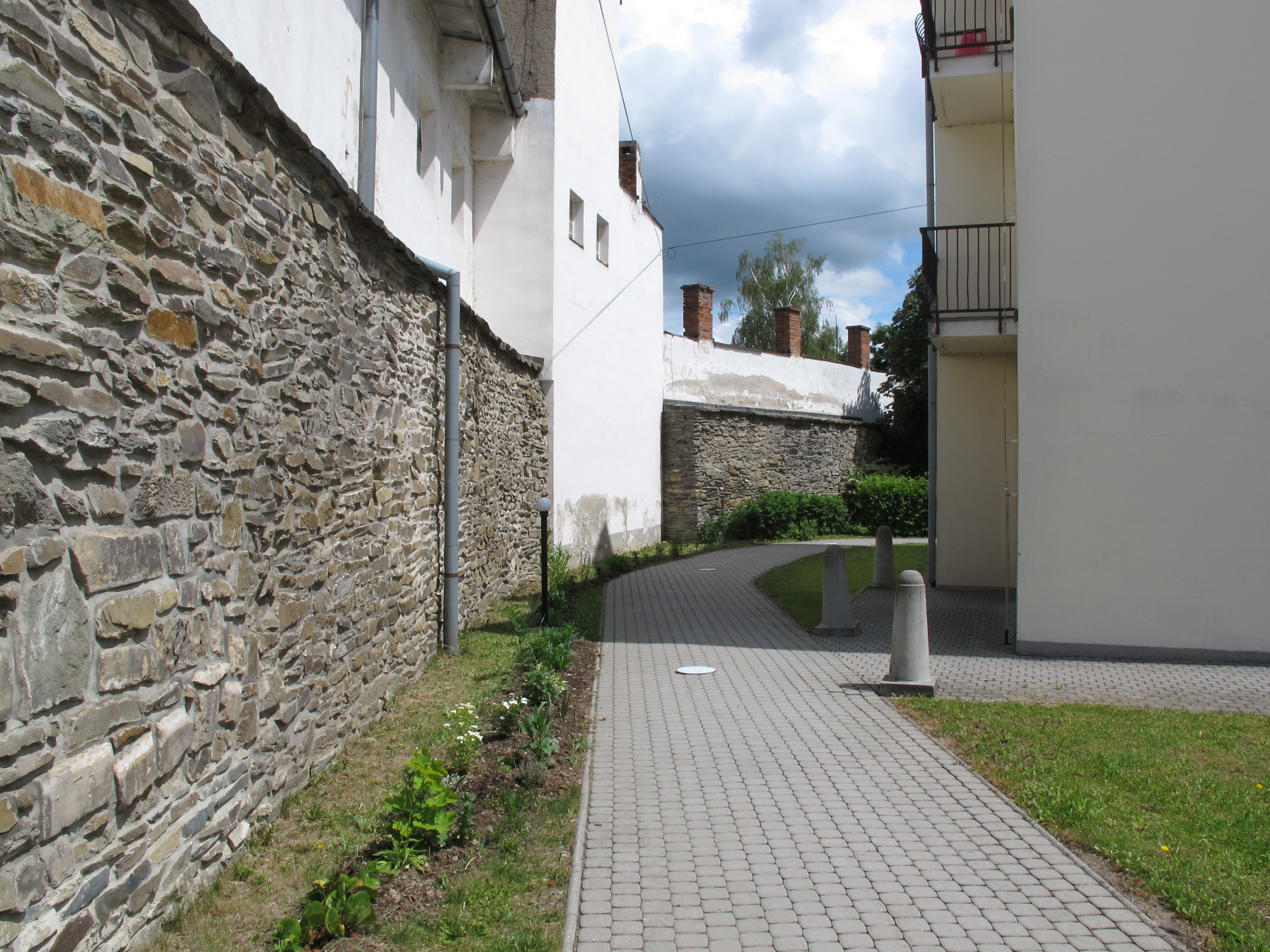
Souvislý pás hradeb za domem soukenického cechu
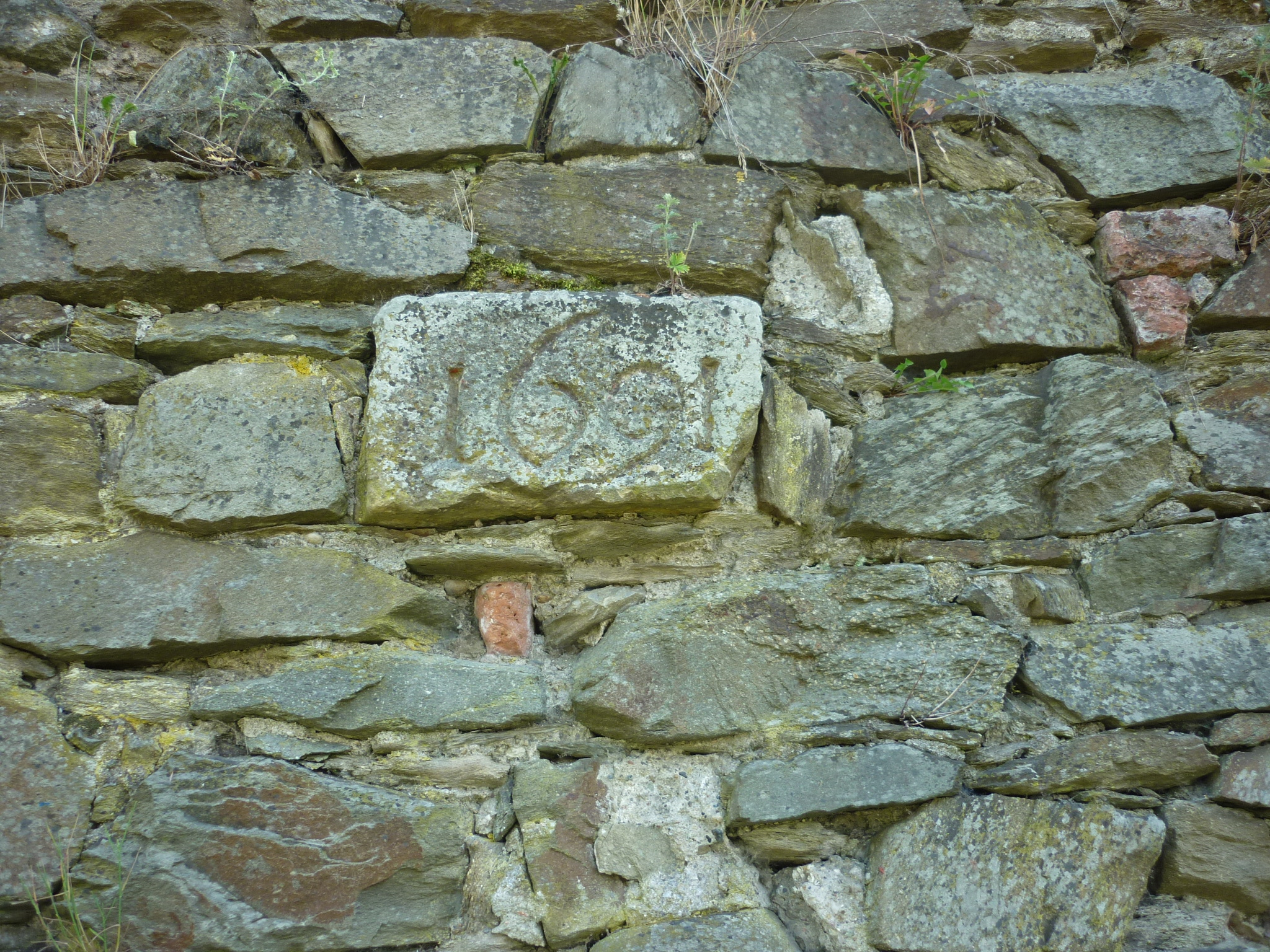
Hradba v revoluční ulici